# Прибутковий будинок на вулиці Жилянській 37/97
Прибутковий будинок на вулиці Жилянській 37/97' — будинок на розі Жилянської та Володимирської вулиць у місті Києві.

## Опис
Цегляний, чотириповерховий будинок у стилі модерн. Прикрашений вишуканим, стильним модерновим декором, оригінальними ліпними вставками. Має Г-подібну форму. Має вагоме містобудівне значення. Нещодавно будинок фахово відреставрований. Це один з кращих будинків в стилі модерн у столиці України. Рідкісна пам'ятка культурного надбання м. Києва, що пропонується для занесення до переліку щойновиявлених пам'яток архітектури, історії, науки і техніки.

## Галерея

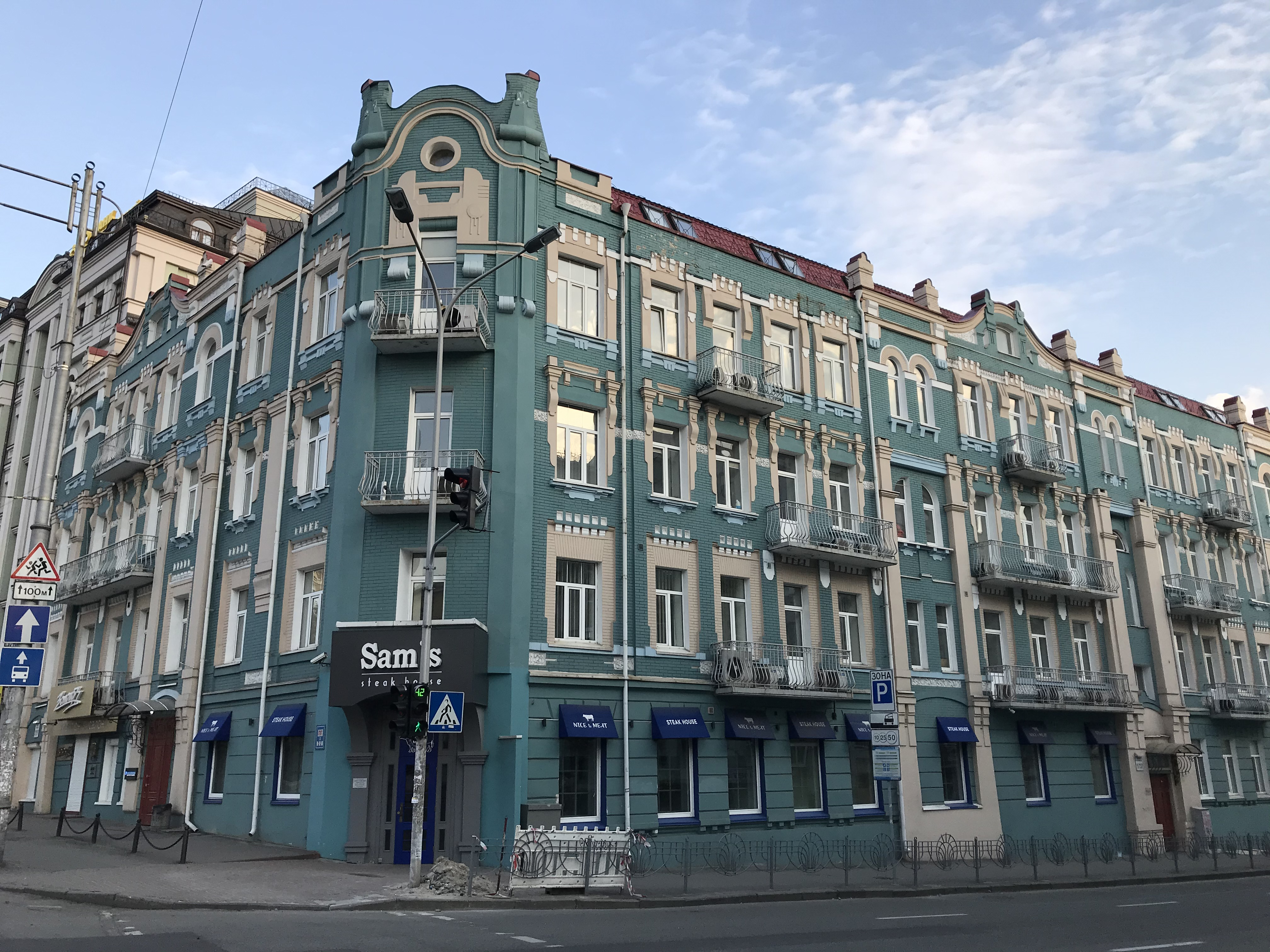
Загальний вигляд